# Edwin Kipsang
Edwin Kipsang Rotich (8 de agosto de 1988) é um fundista queniano, bicampeão da Corrida Internacional de São Silvestre, em 2012 e 2013. Também venceu no Brasil, em janeiro de 2013, a Corrida de Reis, uma tradicional prova de 10 km realizada em Cuiabá, Mato Grosso, apesar de ter sido atacado quando liderava a prova por um espectador, preso, portador de deficiência mental, num episódio semelhante ao acontecido com o maratonista brasileiro Vanderlei Cordeiro de Lima em Atenas 2004.